# Sostituente

Molecola di 2-metilpropano. La struttura base è caratterizzata da una molecola di propano di cui un idrogeno in posizione 2 è stato sostituito con un gruppo metilico (2-metil_).

Molecola di nitrobenzene.

Molecola di 4-metilmorfolina, caso in cui il sostituente è su un atomo di azoto.

In chimica organica e biochimica col termine sostituente o gruppo sostituente si intende una struttura molecolare (un singolo atomo o un gruppo di atomi) che viene considerato come "sostituito" di uno o più atomi di idrogeno all'interno di una  molecola organica. Il termine non si riferisce alla sostituzione di idrogeni legati ad atomi calcogeni. La nomenclatura IUPAC prevede l'utilizzo del suffisso _il  per indicare il sostituente il cui nome è inoltre preceduto da un numero che ne identifica la posizione all'interno della molecola. Il concetto di sostituente non va confuso con quello di sostituzione. Benché le due cose possano essere correlate, non necessariamente un gruppo definito sostituente è sempre l'esito di una reazione di sostituzione, il termine sostituente si limita a descrivere un aspetto puramente strutturale di una molecola. Molto spesso un sostituente è anche un gruppo funzionale.

## Nomenclatura
Normalmente valgono la regola del suffisso _il, la regola dell'apposizione del numero che indica la posizione del sostituente nella molecola e la regola del prefisso nel caso eventuale che compaiano più sostituenti identici; ad esempio nel caso di un  molecola di piperidina sostituita in posizione 2 con due (di_) radicali dell'etene si avrà un derivato con nome IUPAC 2,2-dietenilpiperidina. Esistono tuttavia gruppi sostituenti molto comuni (quasi sempre gruppi funzionali) ed in genere di piccole dimensioni che seguono regole di nomenclatura differenti:
| -OH  | idrossi_ |
| =O   | osso_    |
| -OR  | _ossi_   |
| -SH  | tio_     |
| -NO2 | nitro_   |
| -NH2 | ammino_  |

Nel caso che i sostituenti siano degli alogeni il gruppo mantiene il nome dell'atomo senza alcun suffisso, come nel caso del clorobenzene o del 2-bromopropano. Ovviamente una singola struttura di base può essere sostituita con diversi gruppi sostituenti:
La molecola nell'esempio presenta tre diversi sostituenti (segnati in blu) legati alla struttura base dell'ottano. Il nome IUPAC della struttura è 6-bromo-3-etil-4-metossiottano.

## Proprietà chimico-fisiche dei sostituenti
I gruppi sostituenti possono modificare radicalmente le proprietà chimico-fisiche della molecola sostituita. Tali modifiche vengono espresse numericamente da una serie di costanti relative alle diverse proprietà chimiche, fisiche e cinetiche delle molecole sostituite e non.

### Costante di Hammett
La costante di Hammet (σ) o sigma di Hammet è un parametro chimico che quantifica l'influenza che l'introduzione di un sostituente X ha sulla reattività di una molecola rispetto alla struttura base in relazione all'effetto induttivo e all'effetto di risonanza esercitato dal sostituente. La σ non è un valore tipico di un gruppo sostituente e deve essere misurata tenendo sempre conto delle proprietà della molecola sostituita; i valori tabulati delle σ per convenzione sono infatti relativi all'effetto che un sostituente in posizione para (talvolta anche in meta) all'acido benzoico esercita sulla costante di dissociazione dell'acido debole:
KH e KX sono rispettivamente la costante di dissociazione dell'acido benzoico non sostituito e la costante di dissociazione dell'acido sostituito, da cui si ottiene la costante di Hammet:
{\displaystyle \sigma _{X}=\log K_{X}-\log K_{H}=\log {\frac {K_{X}}{K_{H}}}}
Nel caso in cui KX > KH, e quindi σX > 0, il sostituente X si comporterà da elettron-attrattore, mentre nel caso in cui KX < KH, e quindi σX < 0, il sostituente X si comporterà da elettron-donatore. È importante infine ricordare che per definizione la σ dell'idrogeno (σH) è sempre uguale a zero.

### Costante di idrofobicità
La costante di idrofobicità (π) è un parametro chimico che quantifica l'influenza che l'introduzione di un sostituente X ha sulla lipofilia di una molecola rispetto alla struttura base. L'equazione è espressa come:
{\displaystyle \pi _{X}=\log P_{X}-\log P_{H}=\log {\frac {P_{X}}{P_{H}}}}
Dove logPX e logPH rappresentano rispettivamente i coefficienti di ripartizione della molecola sostituita e della molecola non sostituita. Nel caso in cui logPX > logPH, e quindi πX > 0, il sostituente X aumenterà la lipofilia della molecola, mentre nel caso in cui logPX < logPH, e quindi πX < 0, il sostituente X diminuirà la lipofilia della molecola. Analogamente a quanto accade per la costante di Hammett la π dell'idrogeno (πH) è sempre per definizione uguale a zero. Secondo questa accezione, il logP di una molecola è definito come la sommatoria dei logP dei singoli atomi che compongono quella molecola, pertanto la costante di idrofobicità risulta essere un concetto cumulativo:
Nell'esempio si vuole calcolare il logP del 3-clorobenzamide avendo come dati sperimentali logP(benzene), logP(clorobenzene) e logP(benzamide):
```
logP
(benzene)
 = 2,13
logP
(clorobenzene)
 = 2,84
logP
(benzamide)
 = 0,64
```

Si otterrano quindi:
```
logP
(
Cl
)
 = logP
(clorobenzene)
 − logP
(benzene)
 = 2,84 − 2,13 = 0,71
logP
(
CONH
2
)
 = logP
(benzamide)
 − logP
(benzene)
 = 0,69 − 2,13 = − 1,49
```

da cui si calcolerà:
```
logP
(3-clorobenzamide)
 = logP
(benzene)
 + logP
(Cl)
 + logP
(CONH
2
)
 = 2,13 + 0,71 − 1,49 = 1,35
```

Come da definizione il logP(benzene) e il logP(CONH2) rappresentano la sommatoria dei logP dei singoli atomi di cui sono composti. È tuttavia molto importante ricordare che la costante di idrofobicità così calcolata non tiene conto di alcuni parametri chimico-fisici che influenzano in modo significativo la lipofilia di una molecola come ad esempio il momento dipolare e l'eventuale formazione di legami intra o intermolecolari. il logP sperimentale sarà quindi sempre più o meno discostato dal valore di logP teorico, che tuttavia rimane un dato importante per determinare e prevedere il probabile logP di una molecola sostituita.
Nell'esempio:
```
logP
(3-clorobenzamide)
 teorico = 1,35 
logP
(3-clorobenzamide)
 sperimentale = 1,51
```

## Costante sterica di Taft
Descrittore dell'ingombro sterico di un gruppo sostituente. Definito da Taft nel 1952 sulla base della velocità di idrolisi di esteri acetici sostituiti.